# دانشگاه فنی و علوم لیل
دانشگاه فنی و علوم لیل (فرانسوی: Université Lille 1: Sciences et Technologies - USTL‎)